# ジャスト (ブランド)
株式会社ジャスト（JAST）は、かつて存在したソフトウェア製作会社。2001年に倒産。
1985年（昭和60年）設立のアダルトゲーム業界の古参企業であり、企業名を由来とする「JAST」等の複数のアダルトゲームブランドを設けていた。代表作である「天使たちの午後」シリーズはアドベンチャー形式のアダルトゲームの祖と言われる。
株式会社ジャストからは、1987年にエフアンドシー（F&C）株式会社（当時・有限会社キララ）が、1996年に有限会社ジェイボックスが独立しており、ブランド「Purple」は2001年に株式会社クリアブルーコミュニケーションズに譲渡され、Purple softwareに名称が変更されている。

## ブランド一覧
- JAST - 1985年〜1998年
  - JAST〜クレスト - 1998年〜1999年
- Tiare（ティアラ） - 1995年〜1999年
- Purple - 1998年〜2001年（後のPurple software）
- Angel Hearts - 2000年
- pride - 2000年

## 作品一覧
JAST
- 1985年7月〜1998年5月29日 天使たちの午後シリーズ
- 1986年 - スタートラップ
- 1986年7月 - エリカ
- 1987年7月 - くりいむレモン 〜STAR TRAP〜
- 1988年 - Breaker
- 1988年 - クライシス
- 1988年 - 昇龍
- 1988年11月 - コスモス・クラブ
- 1993年10月 - 突撃!ばっこんストリート
- 1994年5月16日 - スーパーウルトラむっちんぷりぷりサイボーグマリリンDX
- 1994年7月27日 - 突撃!ばっこんストリート2 はんてぃんぐ☆るーれっと
- 1994年12月14日 - DEEP
- 1995年3月29日 - 雪猫 〜ゆがんだ記憶〜
- 1996年2月 - 三姉妹
- 1996年6月 - 彼岸花の追憶
- 1996年8月 - エデンの香り
- 1997年5月30日 - 週刊fromH
- 1998年1月14日 - ポムポムプリてぃパフぇ（お子様用）
- 発売中止 - キャンディキッズ

JAST〜クレスト
- 1988年6月 - DERRINGER
- 1989年12月 - 夜の天使たち 〜私鉄沿線殺人事件〜
- 発売中止 - メイキング・オブ・Miki

Tiare（ティアラ）
- 1995年9月22日 - VANISHING POINT 〜天使の消えた街〜
- 1995年12月26日 - 迷走都市
- 1996年4月26日 - さくらの季節
- 1996年9月12日 - まじょっ子ぱらだいす
- 1997年2月20日 - 黄昏の境界
- 1997年10月17日 - テイルスナイツ 〜夢鏡の巫女〜
- 1998年3月27日 - ムチムチセクシぃパフぇ（お姉様用）
- 1998年8月8日 - 十六夜
- 1998年12月11日 - 天使人形
- 1999年6月8日 - You & I
- 1999年8月13日 - JUSTICE SLAVE 〜星となれ!!悪組織〜

Purple
- Purple software#Purpleを参照。

Angel Hearts
- 2000年3月24日 - Grief 〜眠れぬ想い伝えたくて〜
- 2000年11月10日 - YASHA 〜隠された狂気〜

pride
- 2000年12月15日 - yume nikki 〜遠い空の下で〜

## ジャストサウンド
『ジャストサウンド』とは、ジャストが販売していた8ビットパソコン用の音声合成装置である。ゲーム中のキャラクターの声を音声として出力する機能がある。
具体的には、プリンタポート・RS-232CポートにPCM信号を出力し、ジャストサウンド側では、入力されたPCM信号をアナログの音声信号に変換し、内蔵スピーカより音声を出力する仕組みである。
ジャストのゲーム以外には対応ソフトはほとんど発売されず、その後も何度かバージョンアップ版が発売されたものの、普及はしなかった。

### 発売リスト
ジャストサウンド
12,800円。プリンタポートに接続。
ジャストサウンドPlus
19,800円。RS-232Cポートに接続
ジャストサウンドPlus（セントロニクス対応版）
24,800円。RS-232Cまたはプリンタポートに接続。Z80内蔵。

## 関連書籍
- 『アソコン・ブックス42 JAST美少女わんだぁらんど』（アソコンすうぱあスペシャル15）、辰巳出版、1991年12月20日